# Cantonul Sartilly
Cantonul Sartilly este un canton din arondismentul Avranches, departamentul Manche, regiunea Basse-Normandie, Franța.

## Comune
- Angey
- Bacilly
- Carolles
- Champcey
- Champeaux
- Dragey-Ronthon
- Genêts
- Jullouville (parțial)
- Lolif
- Montviron
- Saint-Jean-le-Thomas
- Saint-Pierre-Langers
- Sartilly (reședință)